# Hadrien Lynda
Hadrien Lynda (1991) è un giocatore di football americano francese che gioca come defensive back e quarterback per i Blue Stars de Marseille.
Ha alternato la militanza nei Blue Stars de Marseille con stagioni o porzioni di stagione agli australiani Moreton Bay Raptors, ai tedeschi Straubing Spiders, ai finlandesi Seinäjoki Crocodiles e ai polacchi Silesia Rebels.

## Palmarès
- 2 Casque d'Argent (Hurricanes de Montpellier, 2015; Blue Stars de Marseille, 2016)